# Centralidad de grado

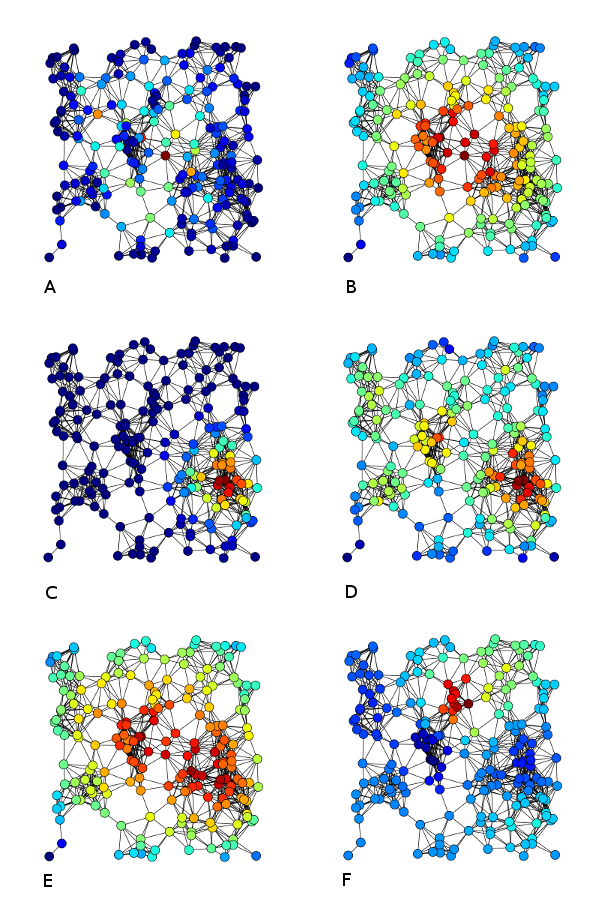
Ejemplo de un mismo grafo donde se visualizan distintas medidas de centralidad:
A) intermediación
B) cercanía
C) vector propio
D) grado
E) centralidad armónica
F) centralidad de Katz
Las tonalidades van del rojo (más centrales) al azul (más periféricos).

En análisis de redes sociales, la centralidad de grado (en inglés, degree centrality) es la primera y más simple de las medida de centralidad. Descrita inicialmente por Proctor y Loomis (1951), corresponde sencillamente al grado de un nodo o actor, esto es, al número de aristas o lazos que posee un nodo con los demás.

## Definición formal
En lo que sigue, se define formalmente un grafo como un par ordenado {\displaystyle G=(V,E)}, donde {\displaystyle V} es su conjunto de nodos o vértices y {\displaystyle E} su conjunto de aristas. El número de vértices se denota como {\displaystyle n=|V|}. Un grafo también se puede representar como una matriz de adyacencia, donde cada posición {\displaystyle a_{ij}} asume el valor 1 cuando existe la arista {\displaystyle (i,j)}, y el valor 0 cuando no existe.
Formalmente, para un grafo no dirigido (o red social de relaciones simétricas), si para cada nodo {\displaystyle v\in V}, {\displaystyle \delta (v)} denota el grado de dicho nodo, entonces su centralidad de grado {\displaystyle C_{D}(v)} se define como:
{\displaystyle C_{D}(v)=\delta (v)}
Si se tiene la matriz de adyacencia del grafo, entonces la centralidad de grado de un nodo {\displaystyle i} se puede definir como:
{\displaystyle C_{D}(i)=\sum _{j}a_{ij}=\sum _{j}a_{ji}}
Para normalizar esta medida, lo usual es dividir el grado de cada nodo por el número total de nodos de la red. En caso de que la red considerada sea un grafo simple (sin bucles), entonces basta con dividir por el número total de nodos menos 1. En caso de que el grado máximo para un grafo sea demasiado bajo, también se podría dividir por dicho grado máximo. Así, las siguientes son medidas de grado con normalizaciones aceptables:
{\displaystyle C_{D}(v)={\frac {\delta (v)}{n-1}}}, {\displaystyle \,\,\,C_{D}(v)={\frac {\delta (v)}{n}}}, {\displaystyle \,\,\,} o bien {\displaystyle \,\,\,C_{D}(v)={\frac {\delta (v)}{\max _{u\in V}\{{\delta (u)\}}}}}
Para grafos dirigidos (o redes sociales con relaciones asimétricas), se pueden definir dos medidas de centralidad de grado diferentes, correspondientes al grado de entrada y al grado de salida, es decir, respectivamente:
{\displaystyle C_{D}^{-}(v)=\delta ^{-}(v)\,\,\,} y {\displaystyle \,\,\,C_{D}^{+}(v)=\delta ^{+}(v)}
y como matrices de adyacencia:
{\displaystyle C_{D}^{-}(i)=\sum _{j}a_{ji}\,\,\,} y {\displaystyle \,\,\,C_{D}^{+}(i)=\sum _{j}a_{ij}}
Ambas se consideran medidas de prestigio. Dependiendo del contexto, en análisis de redes sociales el grado de entrada podría interpretarse como una medida de popularidad, mientras que el grado de salida como una de actividad o sociabilidad.
En complejidad computacional, el cálculo de esta medida toma {\displaystyle \Theta (V^{2})} para un grafo denso, y {\displaystyle \Theta (E)} para un grafo disperso.

## Variantes de la centralidad de grado
El grado de un nodo puede verse como el número de caminos de longitud 1 que lo conectan con otros nodos. Una generalización natural a la centralidad de grado, es la centralidad de camino-k (en inglés, k-path centrality) que para cada nodo mide el número de caminos de largo «a lo más {\displaystyle k}» que lo conectan a otros nodos. En un grafo no dirigido, esta medida equivale a la cardinalidad de la vecindad del nodo, considerando una profundidad {\displaystyle k}.
Otra variante es la densidad de ego, donde en lugar de normalizar por el número de nodos o el máximo grado, se escoge el máximo número de aristas posible de la red. Así, para un grafo no dirigido, dependiendo de si el grafo no admite bucles o sí los permite, se tiene, respectivamente:
{\displaystyle C_{D_{ego}}(v)={\frac {\delta (v)}{\max |E|}}={\frac {\delta (v)}{n(n-1)/2}}={\frac {2\delta (v)}{n(n-1)}}\,\,\,} o bien {\displaystyle \,\,\,C_{D_{ego}}(v)={\frac {\delta (v)}{\max |E|}}={\frac {\delta (v)}{n^{2}/2}}={\frac {2\delta (v)}{n^{2}}}}
Si el grafo es dirigido, entonces se tiene, sin bucles y con bucles, respectivamente:
{\displaystyle C_{D_{ego}}(v)={\frac {\delta (v)}{\max |E|}}={\frac {\delta (v)}{n(n-1)}}\,\,\,} o bien {\displaystyle \,\,\,C_{D_{ego}}(v)={\frac {\delta (v)}{\max |E|}}={\frac {\delta (v)}{n^{2}}}}
En caso de que solo se divida por el número de aristas del grafo en cuestión, entonces se obtiene el alcance (en inglés, span) del nodo:
{\displaystyle C_{D_{alcance}}(v)={\frac {\delta (v)}{|E|}}}
También para grafos dirigidos,Zeleny (1941) definió un índice de sociación como la diferencia entre la densidad o media de la «intensidad» total de la red, y el grado de salida o «elecciones» realizadas por el actor. Si bien este índice no fue originalmente definido como una medida de centralidad, igualmente la mencionamos acá, como una medida que utiliza el grado de salida:
{\displaystyle C_{S}(v)=\Delta -g^{+}(v)={\frac {m}{n(n-1)}}-|\{u\in V|(v,u)\in E\}|}